# Abderramán Brenes
Abderramán Brenes la Roche (ur. 19 grudnia 1997) – portorykański judoka. Olimpijczyk z Pekinu 2008, gdzie zajął 21. miejsce w wadze półśredniej.
Uczestnik mistrzostw świata w 2003, 2005 i 2007. Startował w Pucharze Świata w latach 2004-2006. Siódmy na igrzyskach panamerykańskich w 2007. Mistrz igrzysk Ameryki Środkowej i Karaibów w 2002 i trzeci w 2006. Brązowy medalista mistrzostw panamerykańskich w 2005 roku.

## Letnie Igrzyska Olimpijskie 2008
| Konkurencja | Eliminacje                 | Klas. końcowa |
| Konkurencja | Przeciwnik I               | Miejsce       |
| ----------- | -------------------------- | ------------- |
| 81 kg       | Giuseppe Maddaloni (ITA) P | 21.           |